# Mandach

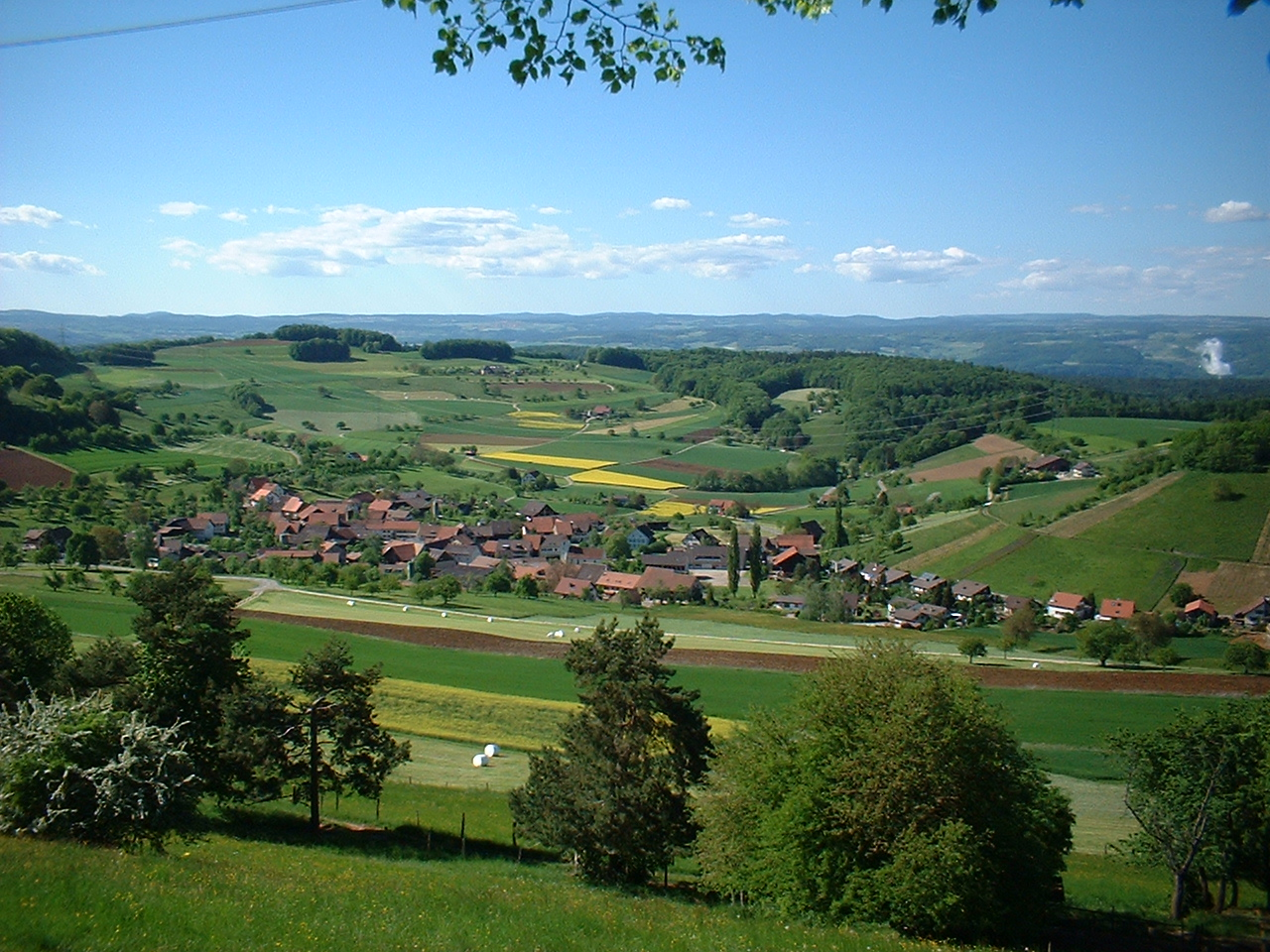
Mandach

Mandach is een gemeente en plaats in het Zwitserse kanton Aargau en maakt deel uit van het district Brugg.
Mandach telt 314 inwoners.